# Björn Runge
Pour les articles homonymes, voir Runge.
Björn Runge (né le 21 juin 1961 à Lysekil) est un réalisateur suédois.

## Filmographie
- 1999 : Raymond - sju resor värre
- 2003 : Om jag vänder mig om
- 2005 : Mun mot mun
- 2011 : Happy End
- 2017 : The Wife